# チャンカヤ大学
チャンカヤ大学（トルコ語: Çankaya Üniversitesi）は、トルコの首都アンカラにある私立大学である。AACSB認定校。